# ネバド・パリアカカ

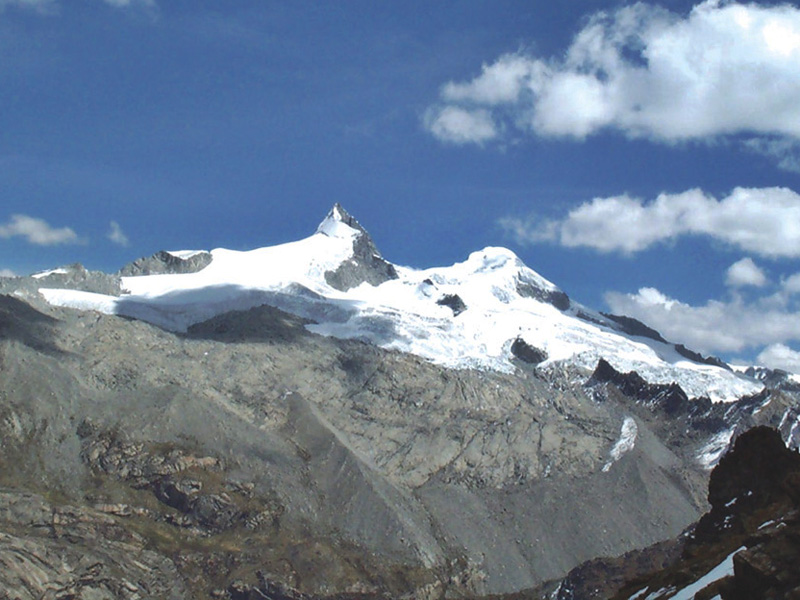
ネバド・パリアカカ

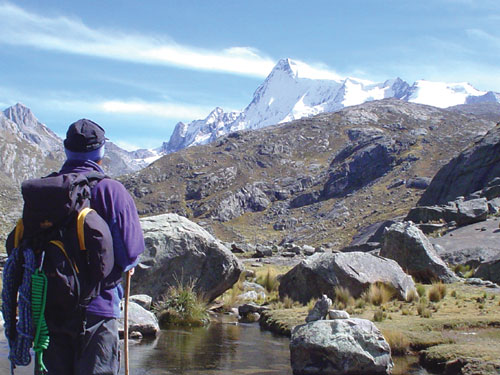
同

ネバド・パリアカカ（Nevado Pariacaca。「雪で覆われたパリアカカ」の意）は、ペルーのリマ県とフニン県の境に位置する、中央アンデス山脈の山の1つである。
山には2つの山頂（北 標高5,730m、南 5,750m）がある。
この地域におけるスペイン征服以前の出来事が『ワロチリ文書』に述べられている。
なお、近隣に「サン・ホセ・デ・ニエベ・ニエベ」という名前の村があるが、名前に「雪」の意味のスペイン語「ニエベ」がついているのは、パリアカカで採った氷をリマへ運ぶリャマの一行がこの場所で休んだことに由来するという。